# ポンテセソ

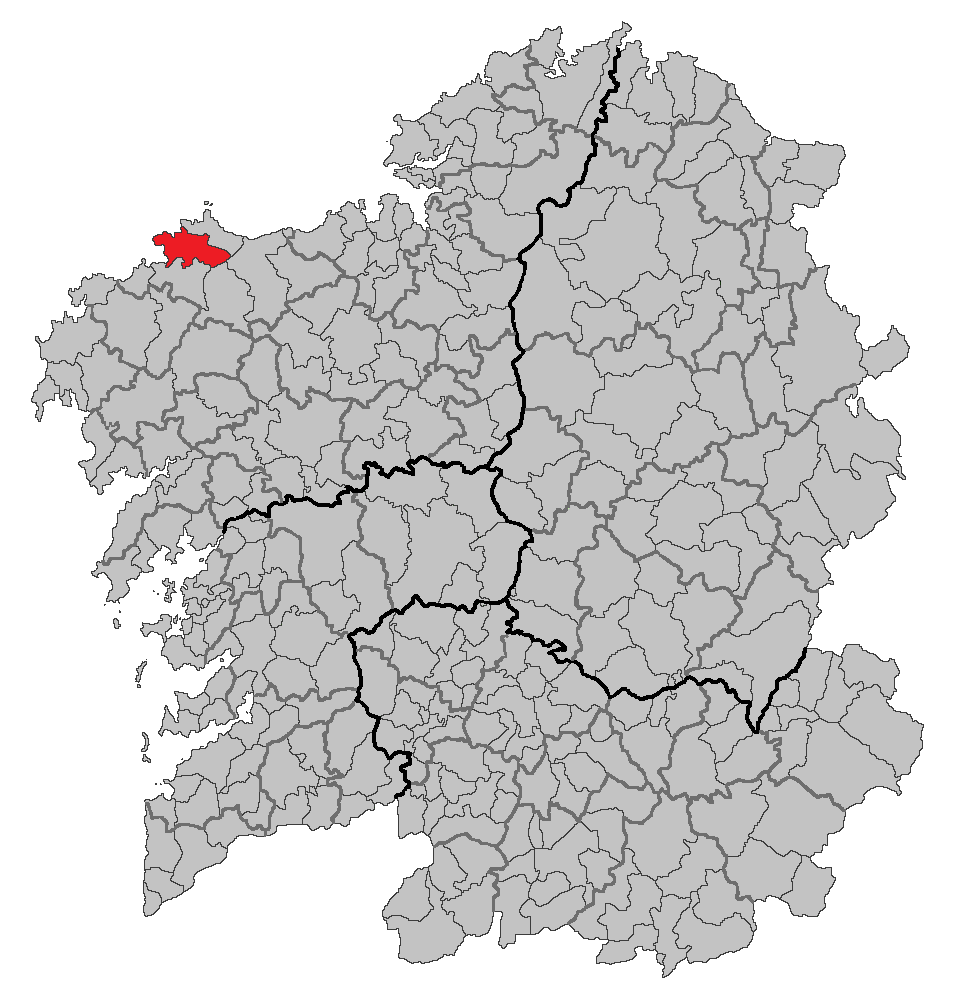

ポンテセソ（Ponteceso）はスペイン、ガリシア州、ア・コルーニャ県の自治体、コマルカ・デ・ベルガンティーニョスに属する。ガリシア統計局によると、2010年の人口は6,215人（2009年：6,302人、2006年：6,588人、2005年：6,698人、2004年：6,810人、2003年：6,880人）。住民呼称はpontecesán/-esá。カスティーリャ語表記はPuenteceso（プエンテセソ）。 
ガリシア語話者の自治体人口に占める割合は99.08％（2001年）。

## 地理
ポンテセソはア・コルーニャ県の北西部に位置し、コマルカ・・デ・ベルガンティーニョスに属する。北はマルピカ・デ・ベルガンティーニョスと、東はカルバージョとコリスタンコと、南はカバーナ・デ・ベルガンティーニョスと隣接、西部は北は大西洋、南側はリア・デ・コルメ・エ・ラシェに面している。自治体中心地区はコスピンド教区のポンテセソ地区。
ポンテセソはカルバージョ司法管轄区に属す。

### 人口
| ポンテセソの人口推移 1900－2010                         |
|                                                         |
| 出典:INE（スペイン国立統計局）1900年 - 1991年、1996年 - |

## 経済
ポンテセソの経済は、まず第一にリア・デ・コルメ・エ・ラシェに面する地区におけるペルセベやその他の貝類の捕獲に基づいている。他には観光業、トウモロコシ、ジャガイモなどの栽培があげられる。

## 政治
自治体首長はガリシア国民党（PPdeG）のホセ・ルイス・フォンド・アギアール（José Luis Fondo Aguiar）、自治体評議員はガリシア国民党：7、ガリシア社会党（PSdeG-PSOE）：3、ガリシア民族主義ブロック（BNG）：1、APIN：1となっている（2011年5月22日の自治体選挙結果、得票順）。
| 1999年6月13日自治体選挙 |        |        |          |
| 政党                    | 得票数 | 得票率 | 獲得議席 |
| PPdeG                   | 2,815  | 64.11% | 9        |
| PSdeG-PSOE              | 955    | 21.75% | 3        |
| BNG                     | 575    | 13.09% | 1        |

| 2003年5月25日自治体選挙 |        |        |          |
| 政党                    | 得票数 | 得票率 | 獲得議席 |
| PPdeG                   | 2,776  | 62.99% | 9        |
| PSdeG-PSOE              | 860    | 19.51% | 2        |
| BNG                     | 691    | 15.68% | 2        |

| 2007年5月27日自治体選挙 |        |        |          |
| 政党                    | 得票数 | 得票率 | 獲得議席 |
| PPdeG                   | 2,032  | 48.75% | 7        |
| PSdeG-PSOE              | 1,082  | 25.96% | 3        |
| BNG                     | 1,011  | 24.26% | 3        |

| 2011年5月22日自治体選挙 |        |        |          |
| 政党                    | 得票数 | 得票率 | 獲得議席 |
| PPdeG                   | 2,293  | 56.66% | 8        |
| PSdeG-PSOE              | 793    | 19.59% | 3        |
| BNG                     | 506    | 12.50% | 1        |
| APIN                    | 280    | 6.92%  | 1        |
| TEGA                    | 127    | 3.14%  | 0        |

## 教区
ポンテセソは14の教区に分けられる。太字は自治体中心地区のある教区。
- アンジョンス（サン・フィンス）
- ブラントゥーアス（サン・シアン）
- コーレス（サン・マルティーニョ）
- コルメ・アルデーア（サン・トアドラン）
- コルメ・ポルト（ノサ・セニョーラ・ドス・レメディオス）
- コスピンド（サン・テイルソ）
- ア・グラーニャ（サン・ビセンソ）
- ランゲイロン（サン・シアン）
- ネメーニョ（サン・トメ）
- ニニョンス（サン・ショアン）
- パソス（サン・サルバドール）
- タージョ（サント・アンドレ）
- テージャ（サン・エレウテリオ）
- ショルネス（サン・ショアン）

## 出身著名人
- エドゥアルド・ポンダル（ガリシア語版）（1835 - 1917） - 詩人、州歌（himno galego）Os Pinosの作詞者。